# Цветочные календари
«Цветочные календари» — сьомий студійний альбом російськомовного гурту з України «Табула Раса», виданий у 2005 році. 
Це перша студійна робота гурту, більше ніж за п'ять років.

## Композиції
1. Восток
2. Водопады морей
3. Апрель
4. В ожидании весны
5. Дети радуги
6. По дороге на моря
7. Алтай
8. Цветы на клумбе
9. Река Ориноко
10. Никого не слушай
11. Сказка
12. Серафим

Слова та музика — Олег Лапоногов

## Над альбомом працювали
Табула Раса
- Олег Лапоногов — гітара, вокал
- Сергій Міщенко — клавішні
- Едуард Коссе — ударні, вокал

Запрошені музиканти
- Сергій Горай — бас-гітара (2, 4, 5, 6, 8, 9, 11)
- Анатолій Наконечний — бас-гітара (1)
- Сергій Доценко — бас-гітара (12)
- Юрій Остапенко — гітара (1, 9, 12)
- Юрій Погорецький — віолончель (7)
- учні середньої школи №195 міста Києва: Ілона Коцюба, Ілаха Нагієва, Ганна Савина, Настя Берендеєва, Надя Музичка, Юлія Бойко — вокал (5)

Технічна інформація
- Аранжування — Сергій Мищенко, Олег Лапоногов, крім (1,12) — Сергій Доценко
- Зведення — гурт Табула Раса при участі Сергія Заболотного та Олексія Носенка
- Мастеринг — Сергій Заболотний